# 曼扎諾 (新墨西哥州)
曼扎諾（英語：Manzano）是位於美國新墨西哥州托蘭斯縣的普查規定居民點。

## 人口
根據2020年美國人口普查的數據，曼扎諾的面積為4.38平方千米，皆為陸地。當地共有人口26人，而人口密度為每平方千米5.94人。